# Cantó de Le Quesnoy-Est
El cantó de Le Quesnoy-Est és una divisió administrativa francesa, situada al departament del Nord i la regió dels Alts de França.

## Composició
El cantó de Le Quesnoy-Est aplega les comunes següents :
- Beaudignies
- Englefontaine
- Ghissignies
- Hecq
- Jolimetz
- Le Quesnoy
- Locquignol
- Louvignies-Quesnoy
- Neuville-en-Avesnois
- Poix-du-Nord
- Potelle
- Raucourt-au-Bois
- Ruesnes
- Salesches
- Vendegies-au-Bois

## Història
| Date d'elecció                        | Identitat      | Partit |
| ------------------------------------- | -------------- | ------ |
| - 2008                                | Paul Raoult    | PS     |
| 2008 -                                | Michel Manesse | PS     |
| Les dades anteriors no són conegudes. |                |        |
|                                       |                |        |

| 1962 | 1968 | 1975 | 1982 | 1990 | 1999   | 2006   |
| ---- | ---- | ---- | ---- | ---- | ------ | ------ |
| -    |      |      |      |      | 11.283 | 11.694 |